# Angela Kokkola
Angela Kokkola (griechisch Αγγέλα Κοκκόλα; * 13. Juli 1932 in Larisa; † 16. Dezember 2017) war eine griechische Politikerin (PASOK).

## Leben
Angela Kokkola, Tochter eines griechischen Armeegenerals, studierte am Pierce College und arbeitete für die UNO und International Social Service sowie das Griechische Parlament. 
1964 wurde sie persönliche Sekretärin von Andreas Papandreou und während dessen Amtszeit als Ministerpräsident von Griechenland von 1981 bis 1989 Direktorin des Büros des Ministerpräsidenten und Leiterin des Sekretariats. 
Von 1994 bis 1999 war Kokkola für die Panellinio Sosialistiko Kinima (PASOK) Mitglied des Europäischen Parlaments und Mitglied der Sozialdemokratischen Partei Europas.